# Esteve (comte militar)

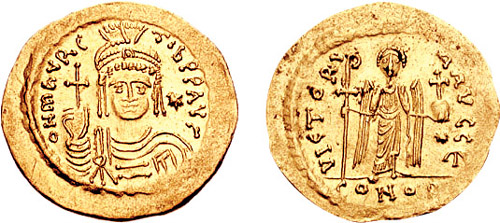
Sòlid de Maurici (r. 582–602)

Esteve (en grec: Στέφανος) va ser un oficial de l'exèrcit romà d'Orient del segle VI, actiu durant el regnat de l'emperador Maurici (r. 582–602). Originalment hauria servit com guardaespatlles, possiblement com a excubitor, de l'emperador Tiberi II (r. 574–582).
L'any 585, va participar en una expedició liderada pel general Filípic contra l'Imperi Sassànida. Durant la primavera del mateix any, quan Filípic va emmalaltir, ell i Apsic van rebre el comandament de l'exèrcit. Teofilacte Simocata afirma que Esteve era un tribú, al·legació contestada pels autors de la Prosopografia, que el consideren un comes rei militaris o un dux.
Els autors de la Prosopografia consideren la possibilitat d'associar-lo amb l'Esteve que va lluitar a la batalla de Solacó a l'estiu de 586. Si es coneix pel relat de Simocata que aquest individu, desobeint les ordres que li van ser donades, va prendre part d'una acció que va bolcar la batalla decisivament per als romans.